# Västängstjärnen
Västängstjärnen är en sjö i Nordanstigs kommun i Hälsingland och ingår i Harmångersåns huvudavrinningsområde. Sjön har en area på 0,1 kvadratkilometer och ligger 131 meter över havet.

## Delavrinningsområde
Västängstjärnen ingår i det delavrinningsområde (687959-156311) som SMHI kallar för Mynnar i Harmångersån. Medelhöjden är 130 meter över havet och ytan är 10,02 kvadratkilometer. Det finns inga avrinningsområden uppströms utan avrinningsområdet är högsta punkten. Vattendraget som avvattnar avrinningsområdet har biflödesordning 2, vilket innebär att vattnet flödar genom totalt 2 vattendrag innan det når havet efter 29 kilometer. Avrinningsområdet består mestadels av skog (74 procent) och jordbruk (16 procent). Avrinningsområdet har 0,14 kvadratkilometer vattenytor vilket ger det en sjöprocent på 1,4 procent.